# Gorilla Deutschland
Gorilla Deutschland (Eigenschreibweise GORILLA Deutschland gGmbH) ist ein Gesundheitsförderungs- und Bildungsprogramm.
Dabei verfolgt es die Ziele einer gesünderen Ernährung, mehr Bewegung (meist mit Freestyle-Sportarten) und eines nachhaltigeren Lebensstils bei Kindern, Jugendlichen und jungen Erwachsenen.

## Gründung und Aktivitäten
Gorilla hat seine Wurzeln in der Schweiz und wurde als Programm einer gemeinnützigen Stiftung  ins Leben gerufen. Im Jahr 2015 expandierte Gorilla nach Deutschland und 2016 auch nach Österreich. Das Programm soll bereits über 600 Schulen und 90.000 Teilnehmer in Deutschland, Österreich, Fürstentum Liechtenstein und der Schweiz erreicht haben. Das Programm arbeitet mit etwa 165 sogenannten Botschafterinnen und Botschaftern zusammen, die als Vorbilder und Coaches fungieren.
Das Programm wurde mit Auszeichnungen wie dem LupoLeo Award, dem Deutschen Award für Nachhaltigkeitsprojekte 2022, dem Münchner Gesundheitspreis 2018 und dem Worlddidac Award 2012 geehrt.